# Deli Mike
Deli Mike или Deli Mayk (с тур. — «Сумасшедший Майк»), — прозвище, данное самолёту Airbus A340-300 авиакомпании Turkish Airlines с бортовым номером TC-JDM. Самолёт пополнил флот Turkish Airlines в 1996 году, на замену McDonnell Douglas DC-10, и использовался для выполнения дальнемагистральных рейсов из Турции. За время эксплуатации у Deli Mike фиксировались незначительные и странные технические сбои. Эта ненадёжность дала самолёту его прозвище, которое представляет собой игру слов в фонетическом алфавите ИКАО.
Под конец своей эксплуатации самолёт выполнял не только дальне-, но ближнемагистральные рейсы. В 2016 году он был переконфигурирован под полностью эконом-класс, используясь исключительно для перевозки паломников в хадж. Deli Mike был выведен из флота Turkish Airlines в начале 2019 года и позже в том же году был доставлен в международный аэропорт имени О. Р. Тамбо (Йоханнесбург), получив бортовой номер 2-AVRA. Самолёт оставался на хранении в Йоханнесбурге почти 4 года. В декабре 2022 года он был доставлен в международный аэропорт Мехрабад.

## История

### Предыстория
В конце 1980-х годов Turkish Airlines решила расширить свою маршрутную сеть рейсами в Северную Америку и Восточную Азию. Самолеты McDonnell Douglas DC-10, эксплуатировавшиеся авиакомпанией в то время, находились в процессе поэтапного вывода из флота, оставляя Airbus A310 единственным вариантом для этих маршрутов. Однако Airbus A310 не имел достаточной дальности полёта, чтобы выполнять полёты в эти пункты назначения без промежуточной посадки для дозаправки. В январе 1990 года, после изучения двух возможных типов самолётов — Airbus A340 и McDonnell Douglas MD-11 — внутренняя комиссия единогласно проголосовала за Airbus A340 из-за его технических и экономических преимуществ. 27 марта 1990 года Turkish Airlines заказала пять самолётов Airbus A340-300, оставляя опцион ещё на пять. TC-JDM пополнил парк Turkish Airlines в апреле 1996 года и стал четвёртым поставленным A340. Самолёту было присвоено имя İzmir.

### Неисправности

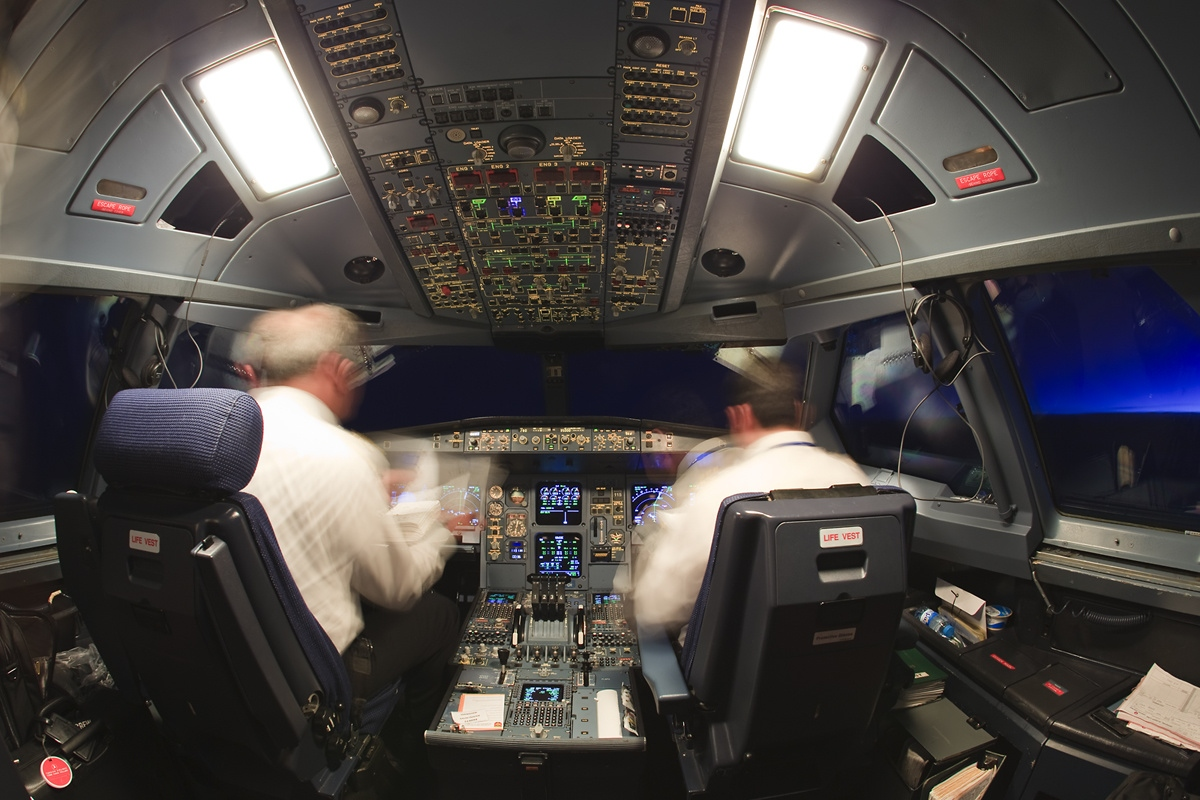
Кабина пилота TC-JDM в полёте

Вскоре после поставки у самолёта стали происходить «случайные» технические неполадки и отказы. Иногда самолёт сам включал свои внешние огни, а затем и сам выключал их, когда кто-то пытался вмешаться. Иногда огни аварийных выходов включались один за другим от носа до хвоста лайнера, «как мексиканская волна», а не все одновременно. Это, по словам бортпроводников, означало, что Deli Mike «был в хорошем настроении». Самолёт также отпускал «небольшие шутки» в адрес пассажиров и экипажа. Однажды в кабине пилотов без причины стал звучать предупредительный сигнал, что вызвало панику у одного из неопытных бортпроводников. При включении лампы индивидуального освещения над одним пассажирским креслом, она включалось на совершенно другом. При нажатии кнопки вызова бортпроводника, расположенной над сиденьями, сигнал мог поступать с совсем другого сиденья. Одна популярная история среди технического персонала гласит, что сотрудник исправил неисправные пилотажные приборы самолёта, просто поговорив с ним.
В фонетическом алфавите ИКАО, используемом в авиации, D и M, две последние буквы бортового номера самолёта, пишутся как «Delta Mike». Из-за технических проблем у самолёта, технические специалисты Turkish Airlines заменили «Delta» на «Deli», что в переводе с турецкого означает «сумасшедший», чтобы отразить характеристики самолёта, в результате чего появилось прозвище «Deli Mike» («Сумасшедший Майк»).

### Последующие события

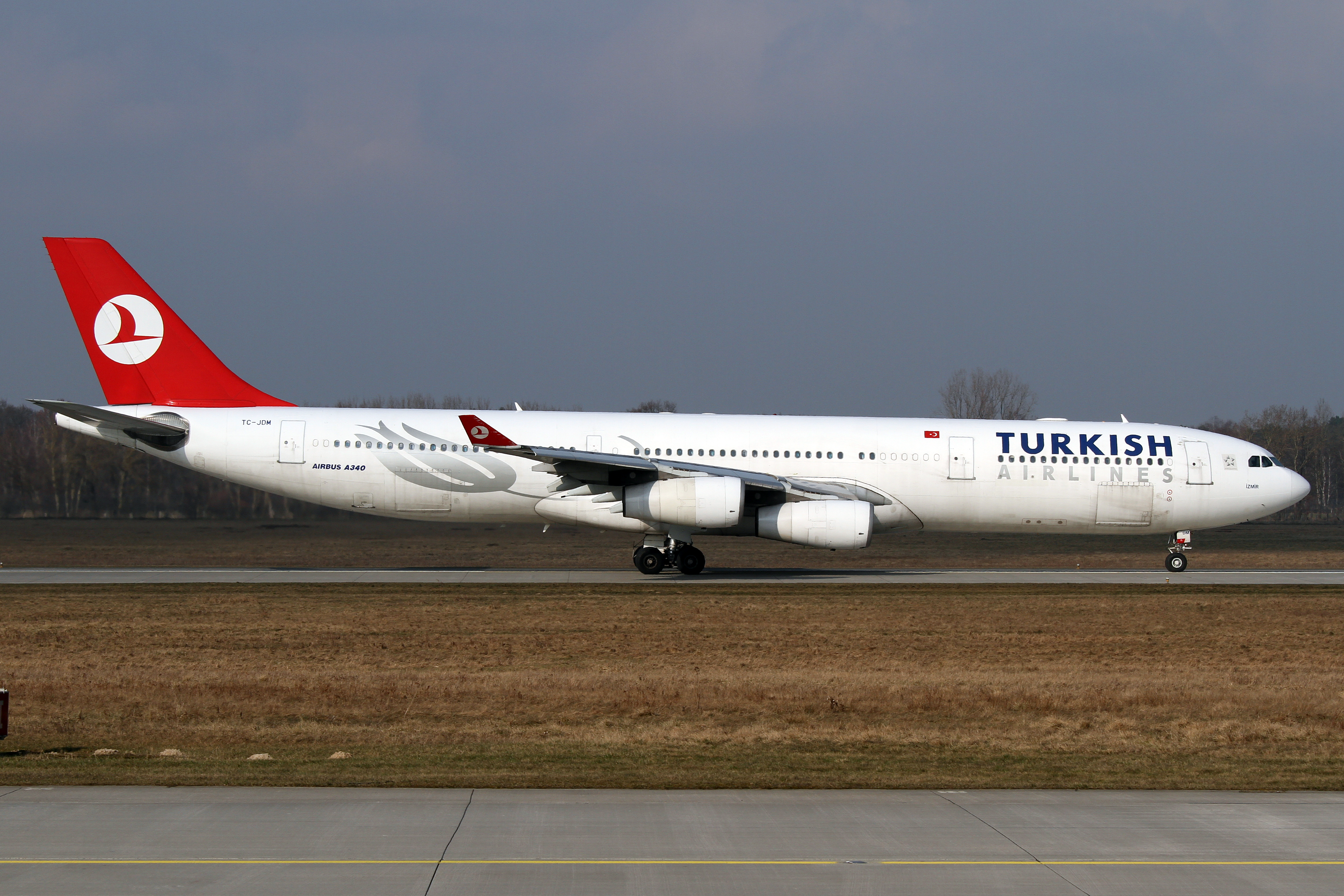
Самолёт со старой ливреей в 2011 года

Airbus A340 Turkish Airlines в 2010-х годах выполняли как короткие внутренние, так и дальнемагистральные рейсы. В сентябре 2011 года Deli Mike выкатился за пределы взлётно-посадочной полосы во время посадки в международном аэропорту имени Чатрапати Шиваджи в Мумбаи. В результате инцидента никто из 97 человек, находившихся на борту, не пострадал. Turkish Airlines сняла самолёты Airbus A340 с регулярных рейсов в мае 2016 года. С июля 2016 года TC-JDM и другие A340 из флота Turkish Airlines использовались на чартерных рейсах для перевозки пассажиров в хадж. Самолёт был переконфигурирован таким образом, чтобы иметь компоновку полностью эконом-класса, без кресел бизнес-класса. В зимний период 2016 года из-за сильного снижения пассажиропотока авиакомпания временно приземлила десятки самолётов, включая Deli Mike. В августе 2017 года газета Hürriyet сообщила, что Turkish Airlines рассчитывает сохранить свои самолёты Airbus A340 и использовать их для перевозки поломников хаджа до 2021 года «благодаря хорошему техническому обслуживанию». Deli Mike был самым старым самолётом во флоте Turkish Airlines по состоянию на сентябрь 2017 года.
22 октября 2018 года авиакомпания Turkish Airlines отправила TC-JDM на хранение рядом другим Airbus A340, TC-JDN, в стамбульском аэропорту имени Ататюрка. Самолёт был окончательно выведен из флота в начале января 2019 года; ливрея авиакомпании была снята с самолёта позже в том же месяце. Первоначально ходили слухи о том, что самолёт превратят в ресторан, как это ранее произошло с тремя другими самолётами. В марте 2019 года самолёт был переправлен в международный аэропорт имени О. Р. Тамбо в Йоханнесбурге, Южная Африка. Впоследствии самолёт был передан Avro Global, получив новый бортовой номер 2-AVRA и оставался на хранении в Йоханнесбурге.
В декабре 2022 года Deli Mike и три других бывших Airbus A340 Turkish Airlines впервые за много лет снова совершили полёт. Они вылетели из Йоханнесбурга один за другим 24 декабря в направлении Узбекистана, но совершили вынужденную посадку в международном аэропорту Мехрабад в Тегеране, как сообщается, чтобы избежать санкций, введённых в отношении Ирана.

## Реакция

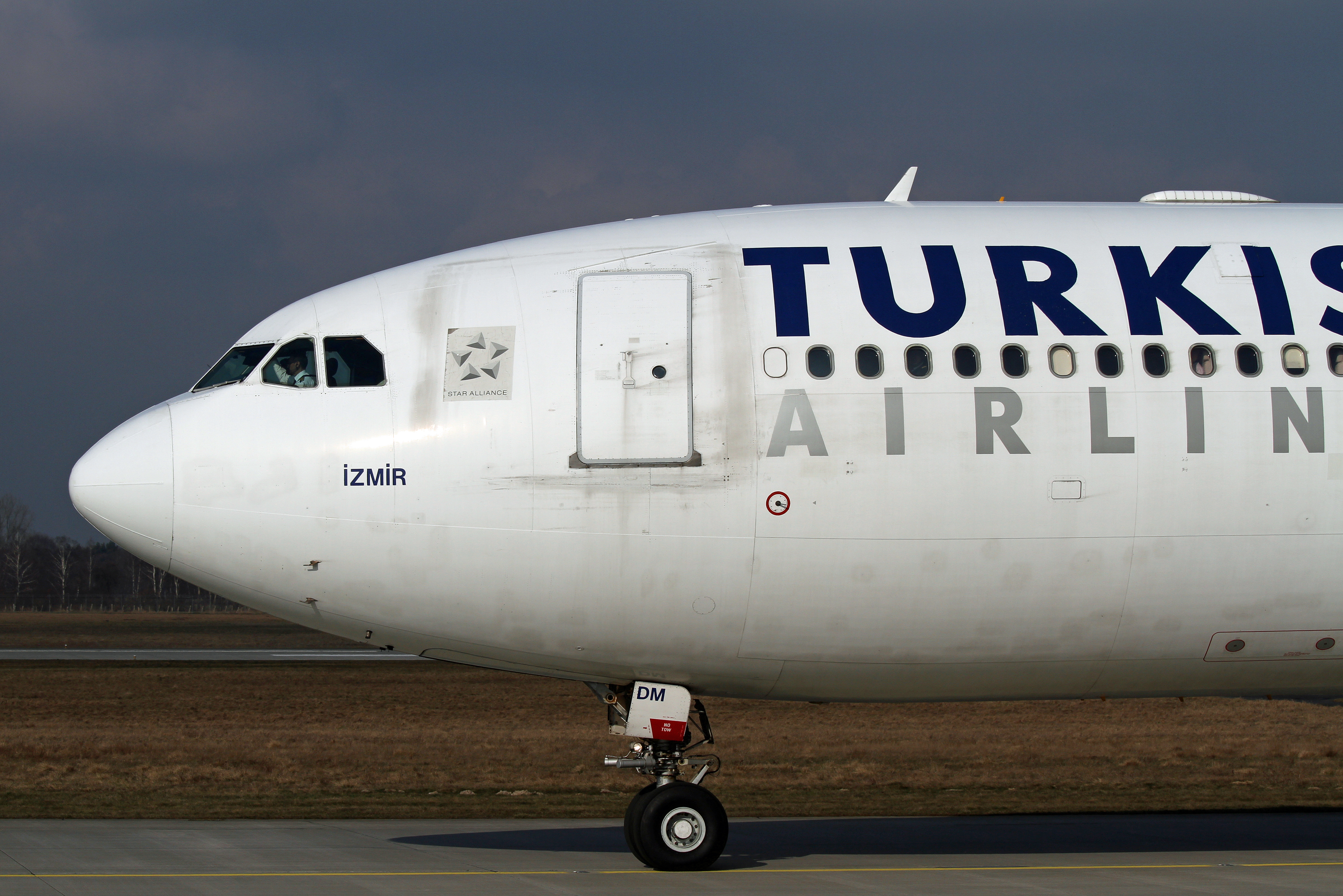
У Deli Mike часто возникали проблемы с шасси

По словам технических специалистов Turkish Technic, дочерней компании Turkish Airlines по обслуживанию воздушных судов, Deli Mike может без каких-либо проблем перелететь на другой конец света, если захочет. Если ей этого не захочется, она не сдвинется с места ни на метр». Технические специалисты также удалили и переустановили все бортовые системы и сбросили программное обеспечение самолёта в попытке устранить неполадки, но безуспешно.
Критикуя Turkish Airlines в феврале 2018 года за заказ новых самолётов, в то время как многие другие тем временем рейсы не совершали, Бора Эрдин из оппозиционной газеты Sözcü также добавил, что авиакомпания «не дала никаких разъяснений относительно того, почему проблемный самолет [Deli Mike] использовался постоянно, в то время как беспроблемные самолёты находились на земле», и подчеркнул частую проблему с тем, что шасси не убиралось после взлёта, в результате чего самолёт возвращался в аэропорт отправления.